# Cool for the Summer
Cool for the Summer è un singolo della cantante statunitense Demi Lovato, pubblicato il 1º luglio 2015 come primo estratto dal quinto album in studio Confident.
Il brano è stato scritto e prodotto da Max Martin. Esso ha raggiunto la top 20 di diverse classifiche internazionali, fra cui la Billboard Hot 100 statunitense e la Official Singles Top 100 britannica.

## Descrizione
Il brano è scandito da una melodia al pianoforte nei primi secondi, a cui si sovrappone un sintetizzatore ronzante. La canzone si focalizza su un'avventura erotica della cantante con una partner femminile durante una vacanza. Il sussurro "Non dirlo a tua madre" che Demi Lovato pronuncia nel brano tranquillizza la destinataria che entrambe non verranno sorprese per il bacio incriminato.
Emilee Lindner di MTV News ha commentato la copertina del brano: "la copertina del brano mostra Demi in un costume con bretelle e finta pelliccia mentre ci lancia un'occhiata laterale ed emana una sensazione di onniscienza e superiorità dondolando gli occhiali da sole senza attenzione". Sebbene fosse stato impostato per essere rilasciato in anteprima mondiale il 1º luglio 2015 (data annunciata dalla stessa Lovato su Twitter il 25 giugno dello stesso anno), il singolo è trapelato su Internet un giorno prima della sua data di uscita ufficiale.  Subito dopo essere stato distribuito globalmente, è stata notata una particolare somiglianza della canzone con Domino di Jessie J e I Kissed a Girl di Katy Perry. In risposta a tali accuse, la cantante ha dichiarato che, nonostante le canzoni per certi aspetti avessero analoghi testi, possedevano un suono completamente diverso.
Il 25 maggio 2023 è stata pubblicata su YouTube una versione rock della canzone, reinterpretata dalla cantante stessa.

## Video musicale
Il videoclip della canzone è stato anticipato dall'audio il 1º luglio e poi da un lyrics video divulgato il 7 luglio 2015. Il 23 dello stesso mese è stato invece pubblicato ufficialmente il video, diretto da Hannah Lux Davis. Ha registrato in 24 ore 3,5 milioni di visualizzazioni, diventando il secondo video più visto della Lovato in quel lasso di tempo e dopo quasi tre mesi si aggiudica il Vevo Certified per aver raggiunto 100 milioni di visualizzazioni.
In esso, la cantante appare stagliata a bordo di un'automobile decappottabile fiancheggiata da alcune ragazze che si sollevano festanti in piedi dai sedili posteriori. In un'altra scena, invece, si scorge Demi che canta il brano in una fotografia rosa e azzurra con un costume nero a bretelle e calze a rete nel corridoio di un magazzino protendendosi in avanti nel ritornello.

## Formazione

### Successo commerciale
Questo è uno dei brani della cantante che riesce ad avere più successo a livello mondiale: infatti vende oltre 3 500 000 copie e viene premiato da diverse certificazioni, disco d'argento nel Regno Unito, disco di platino in Canada, per le 80 000 copie vendute, in Australia per le 70 000 copie vendute e negli Stati Uniti per aver distribuito più di 2 milioni di copie venendo certificato due volte disco di platino e guadagnandosi un posto nella top 20 della Billboard Hot 100; e disco d'oro in Polonia, Svezia, Norvegia e Nuova Zelanda e, per la prima volta nella carriera della cantante, anche in Italia, grazie alla somma equivalente a più di 25 000 copie riconosciute dalla FIMI.

## Classifiche

### Classifiche settimanali
| Classifica (2015-22) | Posizione massima |
| -------------------- | ----------------- |
| Australia            | 20                |
| Austria              | 26                |
| Belgio (Fiandre)     | 57                |
| Belgio (Vallonia)    | 61                |
| Canada               | 14                |
| Francia              | 64                |
| Germania             | 33                |
| Grecia               | 28                |
| Irlanda              | 18                |
| Italia               | 82                |
| Libano               | 10                |
| Lituania             | 23                |
| Norvegia             | 31                |
| Nuova Zelanda        | 9                 |
| Paesi Bassi          | 77                |
| Polonia              | 33                |
| Portogallo           | 94                |
| Regno Unito          | 7                 |
| Repubblica Ceca      | 10                |
| Slovacchia           | 22                |
| Spagna               | 66                |
| Stati Uniti          | 11                |
| Svezia               | 63                |
| Svizzera             | 53                |
| Ungheria             | 24                |
| Vietnam              | 35                |

### Classifiche di fine anno
| Classifica (2015) | Posizione |
| ----------------- | --------- |
| Canada            | 54        |
| Stati Uniti       | 53        |